# Koppa, Kunigal
Koppa là một làng thuộc tehsil Kunigal, huyện Tumkur, bang Karnataka, Ấn Độ.